# マヒンドラ・KUV100
KUV100は、マヒンドラ&マヒンドラが製造・販売している自動車である。

## 概要
2015年12月にインドにて発表された。
インド国内では、ルノー・クウィッドが競合モデルとなる。

## 車名
「KUV100」は、「Kool Utility Vehicle」の頭文字から由来する。